# Дреер, Петер
Петер Дреер (нем. Peter Dreher; 26 августа 1932, Мангейм — 20 февраля 2020) — немецкий художник и график.

## Жизнь и творчество
Детские и юношеские годы П.Дреера пришлись на время господства национал-социализма в Германии, войны и послевоенной разрухи. Отец мальчика был офицером Вермахта и погиб на Восточном фронте. В 1950—1956 годах будущий художник учится в Государственной Академии изобразительного искусства в Карлсруэ под руководством Карла Хуббуха и Эриха Хеккеля.
В начале своего художественного творчества П. Дреер рисует в стиле, близком к «Новой вещественности». Первая его персональная выставка состоялась в Городской художественной галерее Мангейма в 1954 году. Впоследствии проводятся многочисленные выставки художника ежегодно как в Германии, так и за её пределами — в США, Англии, Бельгии, Швейцарии, Греции. С 1965 года Дреер — руководитель класса рисования в Государственной академии изобразительного искусства в Карлсруэ-Фрайбурге, с 1968 года — профессор Академии. Он являлся членом Союза художников земли Баден-Вюртемберг и Немецкого союза художников. Жил в Виттнау возле Фрайбурга.
Первая большая серия работ П. Дреера «День за днём хороший день» (нем. Tag um Tag ein guter Tag), начатая в 1972 году, насчитывает около 4400 картин. Темой этой серии является простой стакан для воды, стоящий на столе, изображаемый в различное время суток, при различном освещении, в различных красках и т. д., в масштабе 1:1. Название для своей серии художник взял у Юньмэнь Вэньяна, последнего крупного китайского мастера чан-буддизма, жившего в IX—X веках. В то время П. Дреер всерьёз увлекался буддизмом. Ежегодно мастер создавал от 50 до 99 картин на тему «День за днём…», «чтобы показать — совсем не необходимо менять тему, чтобы почувствовать вдохновение». Другой большой серией работ была начатая также в 1972 году — «Прекрасные дни в Шварцвальде» (нем. Schöne Tage in Hochschwarzwald).
В культурно-эстетическом плане художник был поклонником Генри Миллера и Жан-Поль Сартра, а в политическом склонялся к социалистически-коммунистическому мировоззрению.
Умер 20 февраля 2020 года.

## Награды
- 1958 — Молодёжная художественная премия
- 1965 — Римская премия, Вилла Массимо
- 1976 — Премия Райнхольда Шнайдера[нем.], Фрайбург
- 1979 — премия Ханса Тома
- 1995 — премия Эрика Хеккеля земли Баден-Вюртемберг